# Klenič
Klenič (znanstveno ime Leuciscus leuciscus) je evropska sladkovodna riba iz reda krapovcev. Živi okoli 10 let.

## Telesne značilnosti
Glava in trup sta bočno stisnjena. Usta so podrasla, ustna reža pa je ozka. Poleg tega se od klena loči tudi po zgradbi lusk in obarvanosti. Na hrbtu prevladuje kovinska bleščeča, črno modra barva. Boki in trebuh pa so rumenkasti ali bleščeče beli. Parne plavuti so bledo ali oražno rdeče. Klenič meri v dolžino največ do 40 cm.

## Življenjski prostor
Klenič je razširjen v Evropi in Aziji. Njegov življenjski prostor so predvsem hitro tekoče vode, čeprav se ga da najti tudi v počasnih rekah in jezerih.

## Način življenja
Prehranjuje se skozi celo leto. Pozimi, s padcem temperatur se njegovo prehranjevanje močno upočasni. Klenič je vsejed. Prehranjuje se z žuželkami ter tudi algami. Živi v jatah, ki so lahko velike in goste. Zato lahko postane tudi škodljiv in odžira hrano drugim ribam. Ponekod velja za škodljivca. Lahko se križa s klenom.

## Razmnoževanje
Kleniči se drstijo spomladi. Samica odlaga bledo rumena jajčeca pod korenine, vodne rastline ter ob vodni grušč, predvsem v plitvinah. Po enem mesecu se izležejo mladi kleniči. Samica lahko odloži od 6.500 do 9.500 jajčec.